# Dear Jimmy
«Dear Jimmy» es la primera canción grabada en el 2006 de la exitosa cantante inglesa Sophie Ellis-Bextor.

## Sencillo
«Dear Jimmy» fue publicado en octubre del 2006 por la discográfica Polydor Records, en la que lleva 7 años, un sencillo exclusivo que está incluido en el disco "100% Popjustice". Este disco es un disco recopilatorio de los mejores temas de Pop y Dance de los últimos dos años, en la que la página web Popjustice ha trabajado, incluyendo todo lo mejor del Pop Inglés. El disco incluye temas de Girls Aloud, Sugababes, Kylie Minogue o Rihanna o Rachel Stevens. El disco ya ha vendido más de 500 000 copias en tan solo 2 semanas.
Según todos los críticos de música en UK, han opinado que el regreso de Sophie al mundo de la música ha sido perfecto con su nueva canción "Dear Jimmy".
- Datos: Q5800942